# Ladislav Koncuriak
Ladislav Koncuriak (29. prosince 1921 Hnúšťa – 20. července 1980 Swindon) byl slovenský palubní radiotelegrafista 311. československé bombardovací perutě.

## Život

### Před druhou světovou válkou
Ladislav Koncuriak se narodil 29. prosince 1921 v Hnúšti na středním Slovensku v rodině Pavla Koncuriaka a Zuzany, rozené Elizenové. Ještě, když byl v dětském věku, se rodina vystěhovala do jižní Francie. Vyučil se radiomechanikem a tímto povoláním se i živil.

### Druhá světová válka
Po vypuknutí druhé světové války se Ladislav Koncuriak 19. ledna 1940 v Agde přihlásil do vznikající Československé armády v zahraničí. Byl zařazen do telegrafické roty a na jaře 1940 absolvoval radiotelegrafický kurz v Montpellier. Zúčastnil se bitvy o Francii a po jejím pádu se z Le Verdon-sur-Mer evakuoval do Spojeného království, kam lodí dorazil 26. června 1940. Zde byl přijat do Royal Air Force a v září 1940 nastoupil telegrafní kurz v Yatesbury, od prosince pak v Cranwellu. V únoru 1941 zahájil výcvik na palubního střelce ve West Freugh a v březnu téhož roku byl zařazen k 311. československé bombardovací peruti, kde pokračoval jeho operační výcvik. První operační turnus absolvoval mezi zářím 1941 a dubnem 1942. Po jeho ukončení se přihlásil do pilotního výcviku, který nastoupil v červnu 1942 a prodělával jej mj. v kanadském De Wintonu. Pro nevyhovující výsledky z něj byl dubnu 1943 vyřazen a po návratu do Spojeného království přičleněn k československému depotu. V březnu 1944 nastoupil k výcviku znovu, ale pod dopravním velitelstvím RAF. Od prosince 1944 působil jako radiotelegrafista u 511. transportní perutě, v jejímž rámci se účastnil dálkových letů do Středomoří a na Blízký a Dálný východ. Dosáhl hodnosti podporučíka.

### Po druhé světové válce
Ladislav Koncuriak se do Československa vrátil v srpnu 1945. V armádní službě u dopravní skupiny působil do roku 1946 a byl ještě povýšen do hodnosti poručíka. Následně od armády odešel a začal létat u Československých aerolinií. V roce 1946 se oženil s Appline Gwendoline Hudsonovou, v roce 1948 se manželům narodila dcera Lynda Susan. Po komunistickém převratu v roce 1948 opět odešel v polovině roku 1949 do emigrace. Jako radiotelegrafista opět sloužil u RAF do roku 1953, jméno si změnil na Larry Dexter. Po nějakou dobu působil v Kongu. Podruhé se oženil s Victrice Emiliene Felicienne Dexter. Od roku 1960 žil v anglickém Swindonu, kde pracoval jako údržbář v opatřovatelském domě, a kde 20. července 1980 zemřel.

## Vyznamenání
- 3x Československý válečný kříž 1939
- 2x Československá medaile Za chrabrost před nepřítelem
- Československá medaile za zásluhy I. stupně
- Good Conduct Badge 1. třídy
- Hvězda 1939–1945